# Grafenegg (zámek)

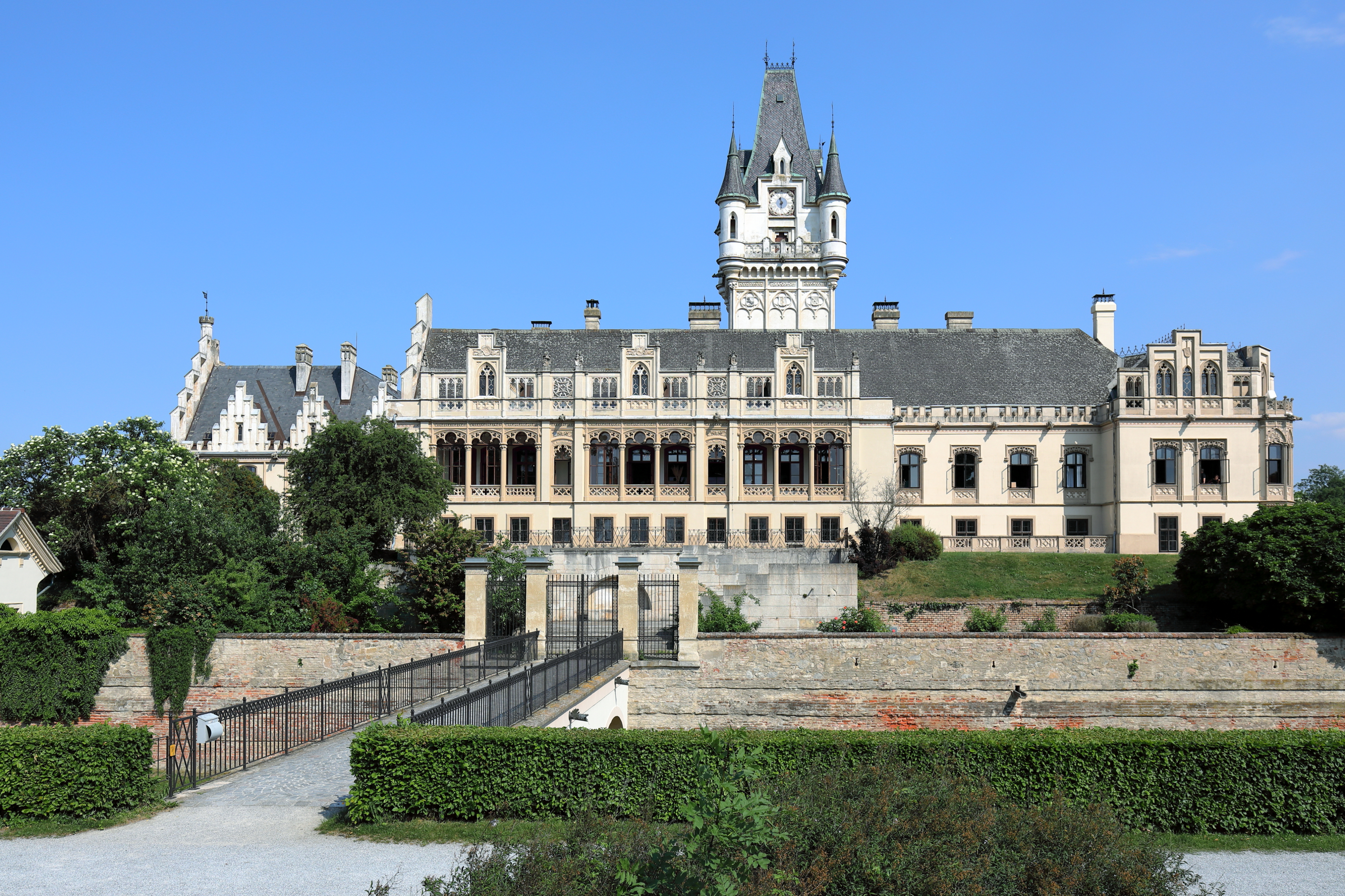
Zámek Grafenegg

Zámek Grafenegg se nachází jižně od obce Grafenegg asi 14 km od města Kremže v okrese Kremže v rakouské spolkové zemi Dolní Rakousy. Patří podobně jako Kreuzenstein (hrad) a Anif (zámek) podle architektury staveb zámků romantického historismu v Rakousku.

## Historie
První písemná zmínka z roku 1294 je o malé osadě jménem Espersdorf v místě dnešního Grafeneggu. V té době zde stával pouze mlýn a statek. Po roce 1435 byl hospodářský statek obehnán hradební zdí a vodním příkopem. Z období pozdní gotiky pochází štíhlá věž na východní straně, jehož průčelí je z roku 1538 už renesanční.
Po několika změnách majitelů nechal Johann Baptist von Verdenberg, kancléř a důvěrník císaře Ferdinanda II. (1578-1637), jakož i jeho syn Ferdinand III. (1608-1657) nechali mezi 1622 a 1633 přestavět opevněný hrad. V průběhu třicetiletých válek byl sice hrad vybavený děly, přesto byl v roce 1645 švédskými vojsky dobyt a dočasně obsazen. V průběhu stavebních prací byla severní část domu v roce 1633 a také kaple postavena a zasvěcena Nejsvětější Trojici.
Opět se několikrát vystřídali vlastníci zámku, než konečně přišel jako dědic hrabě August Ferdinand Breuner-Enckevoirt. Za něho a jeho syna Augusta Johanna byl zámek mezi lety 1840 až 1888 přeměněn na romantický zámek. Stavbu vedl Leopold Ernst (1808-1862), který byl v roce 1858 povolán na stavbu chrámu svatého Štěpána ve Vídni a jeho syn Hugo Ernst podstatně přeměnil zámek do dnešní podoby. Při krachu na Vídeňské burze v roce 1873 ztratil hrabě Breuner velkou část svého jmění, proto již nedošlo k plánované stavbě v jihovýchodní části, čímž zůstal zachovaný hradní charakter.
Po zániku rodu Breunerů v mužské linii, zámek v roce 1894 převzal vévoda „Ratibořský“ a knížata z Corvey Victor II. Amadeus (1847-1923). Od té doby je zámek v držení rodu Ratibořských, vedlejší větve rodu Hohenlohe. Mezi lety 1945 a 1955 byla stavba kvůli sovětské okupaci velmi poškozena a zařízení nebo jejich části (podle evidenčních knih) odcizeno nebo spáleno. Od roku 1967 mohl být za podpory zemské a spolkové vlády, díky intenzivního angažmá tehdejšího správce daní Dr. Gerharda, zámek restaurován a otevřen pro veřejnost.

## Popis stavby
Přestavba za Leopolda a Hugo Ernsta v 19. století se provedla celkem šetrně s existující stavbou, přidala zámku schodišťový soubor, arkády, jakož i fasádní ozdobné prvky v novogotice „tudorovského stylu“ Ludwigem Wächtlerem - dalekosáhle v novorenesanci. Uzavřený prostor staveb se skládá ze čtyř křídel domu, s atriem uvnitř. Končící severní křídlo domu kráčelo v 19. století kupředu.

### Severní křídlo
Zámek ze severní strany je přístupný přes zámecký most ozdobený erbem v letech od 1857 novogotickou stavbou brány (asi 1856-1858). Přímo u vstupu je pod baldachýnem socha rytíře z roku 1856, která symbolizuje stavebníka - hraběte Augusta Breunera-Enckevoirt. Do brány se vstupuje v šikmém úhlu k mostu do vjezdu, který má klenutý strop provedený se síťovou žebrovou klenbou z časného 16. století a vstupuje se do zámeckého dvoru. Už předtím je nalevo zámecká kaple a napravo hlavní schodišťová stavba.
Východně od severního křídla domu je zámecká kaple postavená 1846 a dokončena a vysvěcena roku 1853. Předvádí se zářivou barevností (Polychromie) a obsahuje pozdně gotický oltář z roku 1491, jehož hlavní postavou je korunování Marie. Jižní stěna kaple - mezi vjezdem a kaplí - je vyzdobena erby všech vlastníků Grafeneggu až po hraběte Augusta Ferdinanda Breuner-Enckevoirta.
V západní části severního křídla je hlavní schodiště, dohotovené roku 1851. Předlohou a vzorem vstupu do zámku byla Strawberry Hill (stavba) u Twickenhamu v tehdejším anglickém hrabství Middlesex (od 1888 County of London). Socha rytíře na nejnižším parapetu podstavce ztělesňuje ideál stavebníka. Ten je zvěčnělý s měšcem na peníze v ruce, v portrétu ňader je zobrazen stavitel Leopold Ernst, se stavebním plánem a kružítkem.
V patře se nachází z roku 1851 rytířská síň, jakási skvostná část zámku. Je zde používáno materiálů použitých při stavbě - různé dřevo, kůže, mramor a kov. Kolem centrálního komínu bylo několik rytířských brnění. V rytířském sále je pozoruhodný kazetový strop, jakož i tři arkýře na ostatní strany dvora s erby v zasklení. Na nynějších stěnách jsou obrazy světských a duchovních osobností z rodu Habsburků.
V západní části je "erbovní pokoj", který byl pravděpodobně dokončený až po roce 1850. Zobrazuje na dřevěném stropu erby od 128 předků hraběnky „Agathe Maria Breuner“, která se v roce 1855 provdala za Augusta Johanna Breunera, syna stavebníka.

### Západní křídlo
Na západním křídle je monumentální lodžie, dokončená v roce 1683 a o několik let později vyzdobena uvnitř veselou stropní malbou s groteskními figurkami. Dominantní hlavní věž z roku 1861 je tzv. záložní strážní věží, nazývanou „pepřenka“, uzavírá západní křídlo domu proti zámeckému dvoru a vytváří kontrast k protější štíhlé pozdně gotické věži na východní straně dvora.
Všechny místnosti v západním křídle jsou nákladně vyzdobené - různé dýhy, vyřezávané ornamenty a figurální detaily vytvářejí ucelený nádherný účinek. S výjimkou lodžie má každá místnost pestrá historická kachlová kamna.
V severozápadním rohu se nachází jídelna a "velký přijímací salon" - také "Rohový salon" - realizovaný v anglickém stylu s tesanými stropními trámy, které řemeslnou dokonalostí představují historismus v Rakousku. Ve "Velkém salonu" jsou stropní trámy barevně zdobené vyobrazenými rytíři a anděly.
Uprostřed západního křídla je v roce 1866 navržená místnost zvaná "Žlutý salon", nebo "Dámský pokoj", nebo "Malý salon" s koupelnou. Z roku 1864 pocházejí návrhy na ložnice a pokoje v jihozápadním rohu, pracovna hraběte, podle nástěnných maleb nazývaná "Modrý salon". Obzvláště nádherné je obložení stěn.

### Východní a jižní křídlo
Tyto části byly přeměněny teprve v letech 1887 až 1888. Vnější průčelí na východ, s výjimkou odskoku chóru zámecké kaple, která je v podstatě nezměněná od 16. století. V jihovýchodním rohu postavil Hugo Ernst "Zahradní sál", ve východním křídle je nyní novobarokní knihovna.

### Zámecký park
Zámek Grafenegg i s pomocnými budovami je postaven uprostřed velkého, asi třicetihektarového parku, který je vyzdobený četnými sochařskými díly. V parku je více než 2000 exotických listnatých a jehličnatých stromů, z nichž některé jsou ve stáří až 250 let. Park byl vybrán pro zemskou zahradní výstavu v roce 2008 jako ukázka zahradní krajiny 19. století.

## Současné využití
Většina významných místností zámku Grafenegg je přístupná k prohlídce. Od roku 1971 jsou tu pořádány výstavy obrazů, koncerty, konference, přednášky a od roku 1976 se tu každoročně pořádá slavnost "Grafeneggský advent". Iniciátorem a tahounem kulturních aktivit na zámku je nyní již důchodce, původně zaměstnanec a správce Dr. Gerhard Großberger, ve své 35leté službě pomohl vytvořit kulturní krajinu Rakouska. V letech 1984 a 1987 byl zámek dějištěm dolnorakouské zemské výstavy "Doba Františka Josefa". Dále se na zámecké půdě nachází jezdecká škola a zámecká vinárna i s hotelem (provozovatel: Toni Mörwald).
V zámku je od roku 2007 dokončené venkovní jeviště s 1750 místy k sezení a Auditorium Grafenegg, koncertní síň s 1300 místy k sezení podle návrhu architektů Schröder Schulte-Ladbeck. Od léta 2007 se zde pořádá každoroční Musik-Festival Grafenegg pod uměleckým vedením klavíristy Rudolfa Buchbindera (* 1946). Od roku 2008 je zámecký park místem pro pořádání dolnorakouské zahradní výstavy.